# جيوفانا ريفيرو
جيوفانا ريفيرو (بالإسبانية: Giovanna Rivero)‏ هي كاتِبة بوليفية، ولدت في 1972 في سانتا كروز دي لا سييرا في بوليفيا.